# Hemsjön (Pelarne socken, Småland)
Hemsjön är en sjö i Vimmerby kommun i Småland och ingår i Motala ströms huvudavrinningsområde.